# Fátima do Sul
Fátima do Sul är en kommun i Brasilien.   Den ligger i delstaten Mato Grosso do Sul, i den södra delen av landet, 1 000 km sydväst om huvudstaden Brasília. Antalet invånare är 19 024.
Omgivningarna runt Fátima do Sul är huvudsakligen savann. Runt Fátima do Sul är det glesbefolkat, med 19 invånare per kvadratkilometer.